# Linia B metra w Porto
Linia B – oznaczona kolorem czerwonym linia metra w Porto łącząca miasto Póvoa de Varzim z freguesia („parafią”) Campanhã we wschodniej części Porto i wiodąca ponadto przez teren gmin Maia i Vila do Conde.
Na trasie linii czerwonej znajduje się 35 stacji, a jej całkowita długość wynosi 33,61 km (jest to najdłuższa linia w systemie metra w Porto). Średni czas przejazdu to 63 minuty. Część składów pokonuje trasę linii B jako pojazdy przyspieszone (Expresso, oznaczenie „Bx”), pomijając 15 stacji na odcinku podmiejskim. Czas potrzebny na pokonanie całej linii skraca się wówczas o ok. 8 minut.
Na dwóch śródmiejskich odcinkach tory wiodą pod ziemią: poprzez dawny kolejowy Túnel da Lapa oraz tunel Trindade – Campanhã.

## Historia
Linię B zainaugurowano oficjalnie 13 marca 2005 r., kiedy oddano do użytku siedmiokilometrowy odcinek Pedras Rubras – Senhora da Hora. Stanowił on odgałęzienie działającej już wówczas od przeszło dwóch lat trasy Linii A (składy kursowały wówczas na trasie Pedras Rubras – Estádio do Dragão). Rok później, 18 marca 2006 r. uruchomiono połączenie na zmodernizowanej i dostosowanej do składów szybkiego tramwaju XIX-wiecznej linii kolejowej do Póvoa de Varzim, którą zamknięto w tym celu w lutym 2002 roku. Na liczącym ponad 17 km odcinku oddano do użytku 15 nowych stacji.
Bezpośrednio po uruchomieniu kursów linii B, składy przyspieszone Bx na odcinku pomiędzy Povóa de Varzim i Senhora de Hora zatrzymywały się jedynie na dwóch stacjach (Vila do Conde i Pedras Rubras), dzięki czemu skracały czas potrzebny na pokonanie całej trasy o 17 minut. W marcu 2009 roku zwiększono częstotliwość kursowania połączenia ekspresowego do dwóch na godzinę. Dodatkowo składy zaczęły zatrzymywać się na stacjach Varziela, Mindelo i Portas Fronhas, kończąc jednak swoje kursowanie na stacji Trindade. Mimo zwiększenia liczby stacji nie zmienił się czas przejazdu z Póvoi do centrum Porto (ok. 45 minut). W późniejszych latach, w konsekwencji zwiększenia prędkości składów regularnej linii B zmniejszyła się różnica czasu przejazdu pomiędzy kursami zwykłymi i przyspieszonymi.

## Stacje
| zdjęcie | nazwa                            | odległość                 | typ stacji                            | data otwarcia  | przesiadki                                                         |
| ------- | -------------------------------- | ------------------------- | ------------------------------------- | -------------- | ------------------------------------------------------------------ |
|         | Póvoa de VarzimBx                | ↓ 0,00 km ↑ 33,62 km      | stacja kolejowa                       | 18 marca 2006  | parking, parking rowerowy                                          |
|         | São Brás                         | ↓ 0,68 km ↑ 32,99 km      | przystanek                            | 18 marca 2006  | parking                                                            |
|         | Portas FronhasBx                 | ↓ 1,19 km ↑ 32,43 km      | przystanek                            | 18 marca 2006  | parking                                                            |
|         | Alto de Pêga                     | ↓ 1,86 km ↑ 31,76 km      | przystanek                            | 18 marca 2006  |                                                                    |
|         | Vila do CondeBx                  | ↓ 2,59 km ↑ 31,03 km      | przystanek                            | 18 marca 2006  |                                                                    |
|         | Santa Clara                      | ↓ 3,26 km ↑ 30,36 km      | przystanek                            | 18 marca 2006  |                                                                    |
|         | Azurara                          | ↓ 4,48 km ↑ 29,14 km      | przystanek                            | 18 marca 2006  | parking                                                            |
|         | Árvore                           | ↓ 5,14 km ↑ 28,47 km      | przystanek                            | 18 marca 2006  | parking                                                            |
|         | VarzielaBx                       | ↓ 6,00 km ↑ 27,61 km      | przystanek                            | 18 marca 2006  | parking                                                            |
|         | Espaço Natureza                  | ↓ 7,54 km ↑ 26,08 km      | przystanek                            | 18 marca 2006  | parking                                                            |
|         | MindeloBx                        | ↓ 8,32 km ↑ 25,30 km      | przystanek                            | 18 marca 2006  | parking                                                            |
|         | Modivas Norte (stacja planowana) | ↓ ≈ 10,00 km ↑ ≈ 23,60 km |                                       |                |                                                                    |
|         | Modivas Centro                   | ↓ 11,00 km ↑ 22,61 km     | przystanek                            | 18 marca 2006  | parking                                                            |
|         | Modivas Sul                      | ↓ 12,06 km ↑ 21,56 km     | przystanek                            | 18 marca 2006  | parking                                                            |
|         | Vilar de Pinheiro                | ↓ 14,09 km ↑ 19,52 km     | przystanek                            | 18 marca 2006  | parking                                                            |
|         | Lidator                          | ↓ 16,08 km ↑ 17,54 km     | przystanek                            | 18 marca 2006  | parking                                                            |
|         | Pedras RubrasBx                  | ↓ 17,23 km ↑ 16,39 km     | przystanek                            | 13 marca 2005  | parking, parking rowerowy                                          |
|         | Verdes                           | ↓ 18,19 km ↑ 15,43 km     | przystanek                            | 13 marca 2005  | E                                                                  |
|         | Crestins                         | ↓ 18,78 km ↑ 14,83 km     | przystanek                            | 13 marca 2005  | E parking                                                          |
|         | Esposade                         | ↓ 20,82 km ↑ 12,80 km     | przystanek                            | 13 marca 2005  | E parking                                                          |
|         | Custóias                         | ↓ 22,60 km ↑ 11,02 km     | przystanek                            | 13 marca 2005  | E parking                                                          |
|         | Fonte do Cuco                    | ↓ 23,29 km ↑ 10,33 km     | przystanek                            | 13 marca 2005  | C E                                                                |
|         | Senhora da HoraBx                | ↓ 23,97 km ↑ 9,64 km      | przystanek                            | 7 grudnia 2002 | A C E F parking, parking rowerowy                                  |
|         | Sete BicasBx                     | ↓ 24,65 km ↑ 8,97 km      | przystanek                            | 7 grudnia 2002 | A C E F                                                            |
|         | VisoBx                           | ↓ 25,39 km ↑ 8,22 km      | przystanek                            | 7 grudnia 2002 | A C E F                                                            |
|         | RamaldeBx                        | ↓ 26,01 km ↑ 7,60 km      | przystanek                            | 7 grudnia 2002 | A C E F                                                            |
|         | FrancosBx                        | ↓ 26,98 km ↑ 6,64 km      | przystanek                            | 7 grudnia 2002 | A C E F                                                            |
|         | Casa da MúsicaBx                 | ↓ 27,85 km ↑ 5,77 km      | płytka                                | 7 grudnia 2002 | A C E F( G) autobusy STCP, autobusy dalekobieżne, parking rowerowy |
|         | Carolina MichaëlisBx             | ↓ 28,48 km ↑ 5,14 km      | naziemna                              | 7 grudnia 2002 | A C E F                                                            |
|         | LapaBx                           | ↓ 28,94 km ↑ 4,68 km      | przystanek                            | 7 grudnia 2002 | A C E F                                                            |
|         | TrindadeBx                       | ↓ 29,79 km ↑ 3,82 km      | dwukondygnacyjna (naziemno-podziemna) | 7 grudnia 2002 | A C D E F autobusy STCP, parking rowerowy                          |
|         | BolhãoBx                         | ↓ 30,25 km ↑ 3,37 km      | głęboka                               | 5 czerwca 2004 | A C E F autobusy STCP                                              |
|         | 24 de AgostoBx                   | ↓ 30,93 km ↑ 2,69 km      | głęboka                               | 5 czerwca 2004 | A C E F autobusy STCP autobusy dalekobieżne                        |
|         | HeroísmoBx                       | ↓ 31,50 km ↑ 2,12 km      | głęboka                               | 5 czerwca 2004 | A C E F                                                            |
|         | CampanhãBx                       | ↓ 32,45 km ↑ 1,17 km      | naziemna                              | 5 czerwca 2004 | A C E F pociągi autobusy STCP                                      |
|         | Estádio do DragãoBx              | ↓ 33,62 km ↑ 0,00 km      | naziemna                              | 5 czerwca 2004 | A E F Parkuj i Jedź                                                |